# ダゴベルト・ペレンティエ
ダゴベルト・ペレンティエ（Dagoberto Pelentier、1983年3月22日 - ）は、ブラジル・パラナ州出身の元サッカー選手。現役時代のポジションはフォワード。

## 経歴
2000年にブラジルのアトレチコ・パラナエンセのユースチームでキャリアをスタートさせ、2001年にトップチーム昇格した。2007年にサンパウロFCに移籍した。2013年1月8日、クルゼイロECと3年契約を結んだ。2015年3月3日、CRヴァスコ・ダ・ガマにシーズン終了まで期限付き移籍で加入した。2016年3月9日、ECヴィトーリアへ移籍。

## 代表歴
ブラジル代表として2002年にトゥーロン国際大会に出場し優勝に貢献した。2003 FIFAワールドユース選手権にも出場し、優勝した。

## タイトル

### クラブ
アトレチコ・パラナエンセ
- カンピオナート・ブラジレイロ・セリエA : 2001
- カンピオナート・パラナエンセ : 2002, 2005

サンパウロFC
- カンピオナート・ブラジレイロ・セリエA : 2007, 2008

SCインテルナシオナル
- カンピオナート・ガウショ : 2012

クルゼイロEC
- カンピオナート・ブラジレイロ・セリエA : 2013, 2014
- カンピオナート・ミネイロ : 2014

CRヴァスコ・ダ・ガマ
- カンピオナート・カリオカ : 2015

ECヴィトーリア
- カンピオナート・バイアーノ : 2016

### 代表
U-20ブラジル代表
- トゥーロン国際大会 : 2002
- FIFAワールドユース選手権 : 2003